# 1937级驱逐舰
1937级驱逐舰（德語：Zerstörer 1937）是纳粹德国海军于1937年设计的一个驱逐舰船级。它被定位为远洋护航舰艇，可以攻击和保卫大西洋上的护航船队，同时也能在热带气候下作战。该设计尚未及订购或开建任何舰只便遭摒弃，很大程度上是因为如果不减少武器装备就无法达到续航里程和速度的要求，但它依然影响了后续1938级驱逐舰的项目研究。

## 发展
1937级是纳粹德国海军于1937年立项设计的五款驱逐舰研究方案的统称，分别为1937-J、1937-I、1937-II、1937-III和1937-IV方案。该船级被定位为远洋护航舰艇，可以在热带地区服役，也可以攻击和保护保卫大西洋上的护航船队。军方计划以此取代1936级驱逐舰。它的设计目标是能够与任何给定的敌方驱逐舰相匹敌。但它并不要求与法国的区舰队领舰作战，这项任务将留给一艘轻巡洋舰或多艘1937级驱逐舰（如有必要）。
德国海军原本要求1937级有6,000海里（11,000）的巡航半径，配备六门双联装127毫米火炮，以及简易的火控系统。由于从1934级吸取了经验，将火炮口径增加到150毫米最初未获批准，因为人们担心这会限制其耐波性。初始方案有意避免采用“巡洋舰+驱逐舰”的混合型设计，因为这种设计无法有效发挥原各自舰型的作用。在此基础上产生了五款研究方案。其中，1937-J型在武器装备方面被视为最优选，配备五门单装150毫米火炮，因此展开了进一步的研究，而其他方案则被取消。
然而，由于当时的海军技术无法同时满足重量、速度、航程和武器的要求，问题也随之出现。1938年4月8日，德国海军元帅埃里希·雷德尔通知海军总司令部，停止1937级驱逐舰的设计工作，转而建造八艘1936级驱逐舰。虽然1937级没有一艘舰只获订购或建造，但它依然影响了后续1938级驱逐舰的项目研究。

## 特点
设计参数最终被证明是不可行的，但在概念阶段，1937-J方案的水线长为137.25米（1937-III/IV方案为140米），有14.2米（14.5米）的舷宽以及最大4.34米（4.64米）吃水深度；舰只的设计排水量为4,427吨（4,720吨），满载时则可达4,984吨（5,449吨）。标准船员编制为360人。1937-J/I方案装备有五门150毫米速射炮、一门105毫米高射炮、四门37毫米高射炮、两座双联装533毫米鱼雷发射管和一座四联装533毫米鱼雷发射管。1937-II/III/IV方案的150毫米速射炮增至六门，其余武备均与J/I方案相同。外界对它们的推进装置知之甚少，但已知它们的设计输出功率为90,360匹軸馬力（67,380千瓦特），概念最高速度为35.3至37.9節（65.4至70.2每小時）不等。这些舰只的最大载油量逾千吨，能够以19節（35每小時）的速度的巡航4,450海里（8,240）（1937-III/IV方案为4,420海里）。

### 方案
| 方案     | 排水量  | 水线长度 | 舷宽    | 吃水   | 功率           | 航速   | 航程            | 主炮              | 副炮                                                     |
| -------- | ------- | -------- | ------- | ------ | -------------- | ------ | --------------- | ----------------- | -------------------------------------------------------- |
| 1937-J   | 4,427吨 | 137.25米 | 14.20米 | 4.34米 | 90,360匹轴马力 | 36节   | 4,450海里以19节 | 5 × 150毫米速射炮 | 1 × 105毫米高射炮 4 × 37毫米高射炮 8 × 533毫米鱼雷发射管 |
| 1937-I   | 4,522吨 | －       | －      | －     | －             | 37.9节 | －              | 5 × 150毫米速射炮 | 1 × 105毫米高射炮 4 × 37毫米高射炮 8 × 533毫米鱼雷发射管 |
| 1937-II  | 4,797吨 | －       | －      | －     | －             | 35.3节 | －              | 6 × 150毫米速射炮 | 1 × 105毫米高射炮 4 × 37毫米高射炮 8 × 533毫米鱼雷发射管 |
| 1937-III | 4,720吨 | 140米    | 14.5米  | 4.64米 | 90,360匹轴马力 | 35.3节 | 4,420海里以19节 | 6 × 150毫米速射炮 | 1 × 105毫米高射炮 4 × 37毫米高射炮 8 × 533毫米鱼雷发射管 |
| 1937-IV  | 4,720吨 | 140米    | 14.5米  | 4.64米 | 90,360匹轴马力 | 35.3节 | 4,420海里以19节 | 6 × 150毫米速射炮 | 1 × 105毫米高射炮 4 × 37毫米高射炮 8 × 533毫米鱼雷发射管 |

## 脚注
1. 1 2 3 4 5 6  Gröner 1983，第87頁.
2. 1 2 3  Gröner 1990，第208頁.
3. 1 2  Whitley 1983，第36頁.
4. ↑  Whitley 1983，第36-37頁.
5. 1 2  Whitley 1983，第37頁.
6. 1 2 3 4  Gröner 1990，第209頁.
7. 1 2  Whitley 1991，第33頁.